# Sulajman Farandżijja
Sulajman Kabalan Bajk Farandżijja (arab. سليمان فرنجيّة, ur. 15 czerwca 1910 w Zagharcie-Ehden, zm. 23 lipca 1992 w Bejrucie) – libański polityk, prezydent Libanu w latach 1970–1976.
Zobacz też: Farandżijja.